# Еврейская община Пятигорска
Еврейская община Пятигорска — это евреи, когда-либо проживавшие на территории современного Пятигорска, города в Ставропольском крае Российской Федерации. Евреи поселились в Пятигорске в начале XIX века. В то время евреи селились в районе Базарной площади, сейчас это район Нижнего рынка. С 1990-х годов еврейская жизнь в Пятигорске начала возрождаться, евреи основали две синагоги и общинный центр «Геула». Многие горские евреи из Северного Кавказа региона России переехали жить в Пятигорск.

## История
В 1840-х годах дом купца Помилуйкина использовался как синагога, куда приходили молиться евреи. В 1882 году на Базарной площади была построена первая синагога. На плане города Пятигорска, составленном в 1887 году, она была обозначена как еврейский молитвенный дом. Автором проекта и строителем синагоги был местный раввин, один из отставных солдат. Ее строительство обошлось в 7000 рублей. Здание синагоги было построено из местного камня и состояло из вестибюля и двухсветного зала, треть которого занимал балкон для молящихся женщин. В Советское время в здании синагоги размещалась спортивная школа, но, впоследствии здание было снесено.
В 1869 году в Пятигорске действовала синагога.
В 1873 году в Пятигорске проживало 64 еврея.
В 1893 году в городе Пятигорске проживало 193 еврея, значительную часть из которых составляли горские евреи. Ведение метрических книг о рождении и смерти было обязанностью раввина Пятигорска. Он должен был вести записи о рождении и смерти, браках и разводах. Все записи велись на русском языке и представлялись в городскую управу. В 1895 году указом министра обороны, генерала Петра Ванновского, евреям было запрещено лечиться и пользоваться минеральными водами в Пятигорске. И только в 1906 году евреям разрешили лечиться на Кавказских минеральных водах, но не более двух месяцев.
В 1897 году Трумпельдор, Иосиф основал и возглавил сионистскую организацию в Пятигорске. В 1900 году в доме одного из членов организации сионисты поставили пьесу по мотивам Теодора Герцля «Новое гетто» (1898).
С 1905 года раввином в Пятигорске был Миллер.
В 1903 году евреи были пятым по численности населением в Пятигорске. В 1907 году в городе было разрешено открыть первую еврейскую школу, а в 1910 году здесь уже было две синагоги и еврейское кладбище. В 1911 году еврейское население выросло до 318 человек, в том числе 120 мужчин и 98 женщин. После Октябрьской революции 1917 года численность еврейского населения выросла до 1113 человек.
В 1910 году в Пятигорске проживало 167 евреев.
В 1920 году евреи Пятигорска участвовали в создании особого кавказского отряда горских евреев для отправки на польский фронт. В 1926 году представители Пятигорска участвовали в работе Первого съезда горских евреев Северного Кавказа в Нальчике. Деятельность членов еврейской общины была разнообразной. Они занимались торговлей, ювелирным делом, держали врачебные кабинеты. Среди евреев были также инженеры и технологи. Первый в городе кинотеатр «Лира» открыл еврей. 1 сентября 1903 года в Пятигорске начал ходить первый трамвай. Два брата из еврейской семьи арендовали трамвай и взяли на себя все расходы по его эксплуатации.
В 1926 году в Пятигорске проживало около 1500 или 800 евреев (в том числе 52 горских еврея) и 2 караима, в 1939 году в городе проживало 1139 евреев, в 2002 году — 880 евреев.
В начале 1930-х годов Вилк был раввином в Пятигорске.
10 августа 1942 года Пятигорск был оккупирован частями германской армии. Был создан юденрат в составе 3 человек (фармацевт, врач и художник). В начале сентября 1942 года около 2800 евреев были вывезены из Пятигорска в противотанковый ров у города Минеральные Воды и там расстреляны.
После 1945 года часть евреев вернулась в Пятигорск. В 1946 году в Пятигорске действовала синагога по адресу ул. Квартальная, 4, но в 1963 году она была закрыта. Раввином был  Яков Евсеевич Годович (1865–?). В обычные дни в синагоге собиралось 15–20 человек, в праздники от 100 до 150 человек.
Еврейская жизнь в Пятигорске начала возрождаться в конце 1980-х годов, когда в 1989 году была организована еврейская община «Геула». 9 апреля 1990 года раввин Шертиль Шалумов открыл синагогу по адресу ул. Шоссейная, 27. «Геула» — крупнейшая еврейская община региона.
В 2011 году на пожертвования членов еврейской общины Пятигорска был выкуплен участок земли по адресу ул. Пальмиро Тольятти, д. 85 для строительства нового общинного центра.
6 июля 2014 года в Пятигорске состоялась торжественная закладка капсулы с молитвенными свитками и посланием будущим потомкам в фундамент строительства новой синагоги и еврейского общинного центра.
Вторая синагога открыта по адресу ул. Пальмиро Тольятти, д. 85, где располагается Пятигорская еврейская религиозная община «Геула».
В Пятигорске действуют воскресная школа и молодежный клуб.

## Известные евреи Пятигорска
- Слепаков, Семён Сергеевич (род. 1979), российский и израильский комедийный актёр, сценарист
- Трумпельдор, Иосиф (1880—1920), политический и общественный деятель, российский, британский военный, полный кавалер Знака отличия Военного ордена.